# Goniadopsis
Goniadopsis är ett släkte av ringmaskar. Goniadopsis ingår i familjen Goniadidae.
Kladogram enligt Catalogue of Life:
| Goniadopsis | \| \| Goniadopsis agnesiae \| \| \| \| \| \| Goniadopsis incerta \| \| \| \| \| \| Goniadopsis maskallensis \| \| \| \| |
|             | \| \| Goniadopsis agnesiae \| \| \| \| \| \| Goniadopsis incerta \| \| \| \| \| \| Goniadopsis maskallensis \| \| \| \| |
|             | Bathyglycinde |
|             | |
|             | Bookhoutia |
|             | |
|             | Eone |
|             | |
|             | Glycinde |
|             | |
|             | Goniada |
|             | |
|             | Goniadella |
|             | |
|             | Goniadides |
|             | |
|             | Lacharis |
|             | |
|             | Ophioglycera |
|             | |
|             | Progoniada |
|             | |
|             | Progoniadides |
|             | |
|             | Goniadopsis agnesiae |
|             | |
|             | Goniadopsis incerta |
|             | |
|             | Goniadopsis maskallensis                                                                                                |
|             | |

|  | Goniadopsis agnesiae     |
|  |                          |
|  | Goniadopsis incerta      |
|  |                          |
|  | Goniadopsis maskallensis |
|  |                          |